# Paul Is Dead
Paul Is Dead ist ein deutscher Spielfilm aus dem Jahr 2000.

## Handlung
Der Film spielt im Sommer 1980 in einem deutschen Ort irgendwo in der Provinz. Tobias ist 13 Jahre alt und begeisterter Beatles-Fan. Die Tage der Ferien sind lang und meist langweilig. Aufregung bringt vor allem die Radioserie über die Geschichte der Beatles, die Radiomoderator Alan Bangs Woche für Woche vorstellt. Vom Besitzer eines Schallplattenladens, Roger, erfährt er erstmals von der Verschwörungstheorie Paul is dead, die besagt, dass der tote Paul McCartney bereits 1966 durch einen Doppelgänger ersetzt wurde. Tobias macht sich auf die Spurensuche und findet weitere Hinweise. Schon vorher stieß er auf einen weißen VW Käfer mit englischem Kennzeichen, der plötzlich in der Stadt aufgetaucht war. Dieser hat nicht nur das gleiche Kennzeichen wie der auf dem Abbey-Road-Cover, es scheint auch das gleiche, seltene Modell zu sein. Tobias ist sicher, dass der Mörder Paul McCartneys in der Stadt ist und steigert sich in diese Verschwörungstheorie hinein, in der nun auch der gebrechliche Hausmeister seiner Schule eine Rolle spielen soll: Angeblich ist dieser auch auf dem Cover als Passant zu sehen. In einer Wahnvorstellung wird Tobias von ihm in seinem Haus bedrängt. Im weiteren Verlauf hat er erneut ein ähnliches Erlebnis, bei dem er in einem Schrank versteckt Roger und den Engländer mit dem weißen Käfer beobachtet. In einer surrealen Einstellung scheint der Engländer Roger zu erschießen; daraufhin bricht Tobias zusammen.
Nach den Ferien erhält Tobias einen neuen Englischlehrer, ausgerechnet den Engländer mit dem weißen Käfer. Er ist sich sicher, dass dieser der Mörder McCartneys ist. Nach und nach erkennt Tobias aber, dass sein neuer Lehrer harmlos ist. Anfang Dezember 1980 wird dieser nach New York versetzt: Einen Tag später wird dort John Lennon erschossen.

## Hintergrund
Der Film ist das Spielfilm-Debüt des Regisseurs Hendrik Handloegten. Es war gleichzeitig sein Abschlussfilm für die Deutsche Film- und Fernsehakademie Berlin. Der Film entstand als Produktion der X-Filme Creative Pool GmbH für die Reihe Das kleine Fernsehspiel des ZDF. Die Uraufführung des Films war am 27. Januar 2000 beim Max-Ophüls-Festival. Am 8. Dezember 2000, dem 20. Todestag von John Lennon, wurde der Film im ZDF erstmals im Fernsehen ausgestrahlt.
Der Film ist bislang nicht im Handel erschienen. Auf dem Symposium Verbotene Filme der Deutschen Kinemathek am 9. Oktober 2010 in Berlin erzählte Hendrik Handloegten, dass er damals als Student einfach keinerlei Musik- und Bildrechte angefragt habe, da er sowieso nicht glaubte, diese jemals zu erhalten. So habe er bis heute keinen Verleih gefunden, der den Film kommerziell vertreiben würde.

### Drehorte
Die Dreharbeiten fanden in Berlin in der Altstadt Spandau sowie in den Ortsteilen Zehlendorf und Kladow statt. Die gegenüber von Tobias’ Haus gelegene Schule ist das Schadow-Gymnasium in Zehlendorf. Die Aufnahmen vor Rogers Plattenladen entstanden in der Ritterstraße in Spandau. Als Drehort für die Ladenzeile mit dem Tabakladen und der Bank diente die Ladiusstraße im Süden Zehlendorfs. Die Aufnahmen an der alten Brücke, auf der sich Tobias mehrfach mit Till und Helmut trifft, entstanden an der am östlichen Stadtrand von Oderberg gelegenen ehemaligen Eisenbahnbrücke, welche die Alte Oder überquert.

## Kritiken
„Ein nostalgisch verschmitzter Film voller Fabulierlust und reizvoller Einfälle, der jugendliche Fantasie und Gefühle feiert und bei aller Abenteuerlichkeit stets mit augenzwinkerndem Humor aufwartet.“

## Auszeichnungen
Der Film erhielt den Preis des Ministerpräsidenten des Saarlandes beim Max-Ophüls-Festival 2000 und wurde 2001 mit dem Adolf-Grimme-Preis ausgezeichnet. Hendrik Handloegten erhielt im Jahr 2000 den ersten Preis beim Studio Hamburg Nachwuchspreis.